# Bácsbokod
Bácsbokod is een plaats (nagyközség) en gemeente in het Hongaarse comitaat Bács-Kiskun. Bácsbokod telt 3101 inwoners (2005).